# Čangce

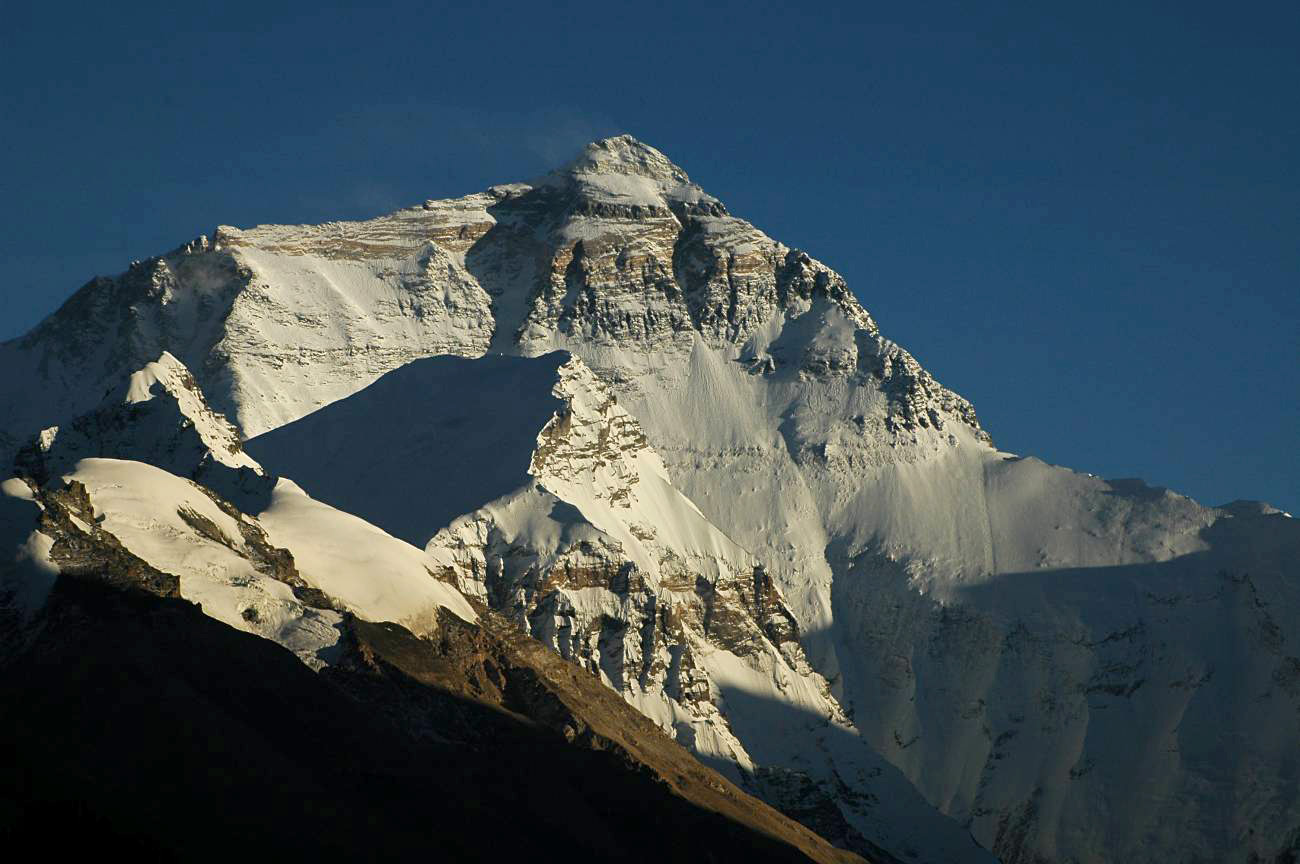
Čangce - pohled ze severu. V pozadí Mount Everest.

Čangce je hora vysoká 7 543 m n. m. nacházející se v pohoří Himálaj v Tibetské autonomní oblasti Čínské lidové republiky. Čangce je tibetské slovo pro „severní vrchol“ a hora leží 4 km severně od Mount Everestu.

## Prvovýstup
První výstup bez povolení provedl 3. října 1982 Johan Taks z nizozemské expedice, která byla oficiálně na výstupu na Mount Everest ze severní strany. Prvovýstup s povolením se zdařil 14. října 1982 německému horolezci Udo Zehetleitnerovi. O dva dny později byli na vrcholu Paul Braun, Rudolf Frick, Ludwig Hösle a Martin Engler ze stejné expedice.